# Volta a Aragó 2018
La Volta a Aragó 2018, 43a edició de la Volta a Aragó, es disputà entre l'11 i el 13 de maig de 2018 sobre un recorregut de 500,6 km repartits entre tres etapes. La cursa formà part del calendari de l'UCI Europa Tour 2018, amb una categoria 2.1.
El vencedor final fou l'espanyol Jaime Rosón (Movistar), que fou acompanyat al podi pels també espanyols Javier Moreno (Delko Marseille Provence KTM) i Mikel Bizkarra (Euskadi Basque Country-Murias).

## Equips
21 equips van prendre la sortida en aquesta edició:
| WorldTeam- Movistar Team Equips continentals professionals (11)- Androni Giocattoli-Sidermec - Burgos-BH - Caja Rural-Seguros RGA - Delko-Marseille Provence-KTM - Direct Énergie - Euskadi Basque Country-Murias - Gazprom-RusVelo - Israel Cycling Academy - Manzana Postobón - Team Novo Nordisk - Vital Concept Equips continentals (9)- Coldeportes Zenú - Fundación Euskadi - Inteja Dominican Cycling Team - Interpro Stradalli - Liberty Seguros-Carglass - Lokosphinx - Polartec-Kometa - Sporting-Tavira - Team Ukyo |
| |

## Etapes
| Etapa    | Data       | Ciutats d'etapa           | type              | Distància (km) | Vencedor de l'etapa      | Líder de la general  |
| -------- | ---------- | ------------------------- | ----------------- | -------------- | ------------------------ | -------------------- |
| 1a etapa | 11 de maig | Terol – Casp              | etapa accidentada | 180            | Jon Aberasturi Izaga     | Jon Aberasturi Izaga |
| 2a etapa | 12 de maig | Osca – Saragossa          | etapa accidentada | 194            | Matteo Malucelli         | Jon Aberasturi Izaga |
| 3a etapa | 13 de maig | Samianigo – Aramón Cerler | etapa de muntanya | 126,6          | Mikel Bizkarra Etxegibel | Jaime Rosón García   |

### Etapa 1
| \| Classificació de l'etapa \| Classificació de l'etapa \| Classificació de l'etapa \| Classificació de l'etapa \| Classificació de l'etapa \| \| Corredor \| Corredor \| Equip \| Temps \| \| \| ------------------------ \| ------------------------- \| ----------------------------- \| ------------------------ \| ------------------------ \| \| 1r \| Jon Aberasturi Izaga \| Euskadi-Murias \| 4h 06' 52" \| \| \| 2n \| Carlos Barbero Cuesta \| Movistar Team \| + 1" \| \| \| 3r \| Garikoitz Bravo Oiarbide \| Euskadi-Murias \| + 1" \| \| \| 4t \| Dennis van Winden \| Israel Cycling Academy \| + 1" \| \| \| 5è \| Benjamí Prades i Reverter \| Team Ukyo \| + 1" \| \| \| 6è \| Diego Milán Jiménez \| Inteja-Dominican cycling team \| + 1" \| \| \| 7è \| Jesús Ezquerra \| Burgos-BH \| + 1" \| \| \| 8è \| Matteo Moschetti \| Polartec-Kometa \| + 1" \| \| \| 9è \| Kévin Réza \| Vital Concept \| + 1" \| \| \| 10è \| Delio Fernández Cruz \| Delko-Marseille Provence-KTM \| + 1" \| \| |                           |                               |            |
| |                           |                               |            |
| |                           |                               |            |
| Classificació de l'etapa |                           |                               |            |
| Corredor | Corredor                  | Equip                         | Temps      |
| 1r | Jon Aberasturi Izaga      | Euskadi-Murias                | 4h 06' 52" |
| 2n | Carlos Barbero Cuesta     | Movistar Team                 | + 1"       |
| 3r | Garikoitz Bravo Oiarbide  | Euskadi-Murias                | + 1"       |
| 4t | Dennis van Winden         | Israel Cycling Academy        | + 1"       |
| 5è | Benjamí Prades i Reverter | Team Ukyo                     | + 1"       |
| 6è | Diego Milán Jiménez       | Inteja-Dominican cycling team | + 1"       |
| 7è | Jesús Ezquerra            | Burgos-BH                     | + 1"       |
| 8è | Matteo Moschetti          | Polartec-Kometa               | + 1"       |
| 9è | Kévin Réza                | Vital Concept                 | + 1"       |
| 10è | Delio Fernández Cruz      | Delko-Marseille Provence-KTM  | + 1"       |

| \| Classificació general \| Classificació general \| Classificació general \| Classificació general \| Classificació general \| \| Corredor \| Corredor \| Equip \| Temps \| \| \| --------------------- \| ------------------------- \| ----------------------------- \| --------------------- \| --------------------- \| \| 1r \| Jon Aberasturi Izaga \| Euskadi-Murias \| 4h 06' 42" \| \| \| 2n \| Carlos Barbero Cuesta \| Movistar Team \| + 5" \| \| \| 3r \| Garikoitz Bravo Oiarbide \| Euskadi-Murias \| + 7" \| \| \| 4t \| Dennis van Winden \| Israel Cycling Academy \| + 11" \| \| \| 5è \| Benjamí Prades i Reverter \| Team Ukyo \| + 11" \| \| \| 6è \| Diego Milán Jiménez \| Inteja-Dominican cycling team \| + 11" \| \| \| 7è \| Jesús Ezquerra \| Burgos-BH \| + 11" \| \| \| 8è \| Matteo Moschetti \| Polartec-Kometa \| + 11" \| \| \| 9è \| Kévin Réza \| Vital Concept \| + 11" \| \| \| 10è \| Delio Fernández Cruz \| Delko-Marseille Provence-KTM \| + 11" \| \| |                           |                               |            |
| |                           |                               |            |
| |                           |                               |            |
| Classificació general |                           |                               |            |
| Corredor | Corredor                  | Equip                         | Temps      |
| 1r | Jon Aberasturi Izaga      | Euskadi-Murias                | 4h 06' 42" |
| 2n | Carlos Barbero Cuesta     | Movistar Team                 | + 5"       |
| 3r | Garikoitz Bravo Oiarbide  | Euskadi-Murias                | + 7"       |
| 4t | Dennis van Winden         | Israel Cycling Academy        | + 11"      |
| 5è | Benjamí Prades i Reverter | Team Ukyo                     | + 11"      |
| 6è | Diego Milán Jiménez       | Inteja-Dominican cycling team | + 11"      |
| 7è | Jesús Ezquerra            | Burgos-BH                     | + 11"      |
| 8è | Matteo Moschetti          | Polartec-Kometa               | + 11"      |
| 9è | Kévin Réza                | Vital Concept                 | + 11"      |
| 10è | Delio Fernández Cruz      | Delko-Marseille Provence-KTM  | + 11"      |

### Etapa 2
| \| Classificació de l'etapa \| Classificació de l'etapa \| Classificació de l'etapa \| Classificació de l'etapa \| Classificació de l'etapa \| \| Corredor \| Corredor \| Equip \| Temps \| \| \| ------------------------ \| ------------------------ \| ---------------------------- \| ------------------------ \| ------------------------ \| \| 1r \| Matteo Malucelli \| Androni Giocattoli-Sidermec \| 4h 27' 37" \| \| \| 2n \| Sondre Holst Enger \| Israel Cycling Academy \| + 0" \| \| \| 3r \| Jon Aberasturi Izaga \| Euskadi-Murias \| + 0" \| \| \| 4t \| Dennis van Winden \| Israel Cycling Academy \| + 0" \| \| \| 5è \| Brenton Jones \| Delko-Marseille Provence-KTM \| + 0" \| \| \| 6è \| Kévin Réza \| Vital Concept \| + 0" \| \| \| 7è \| Carlos Barbero Cuesta \| Movistar Team \| + 0" \| \| \| 8è \| Sylvain Chavanel \| Direct Énergie \| + 3" \| \| \| 9è \| Rein Taaramäe \| Direct Énergie \| + 3" \| \| \| 10è \| Marc Soler i Giménez \| Movistar Team \| + 3" \| \| |                       |                              |            |
| |                       |                              |            |
| |                       |                              |            |
| Classificació de l'etapa |                       |                              |            |
| Corredor | Corredor              | Equip                        | Temps      |
| 1r | Matteo Malucelli      | Androni Giocattoli-Sidermec  | 4h 27' 37" |
| 2n | Sondre Holst Enger    | Israel Cycling Academy       | + 0"       |
| 3r | Jon Aberasturi Izaga  | Euskadi-Murias               | + 0"       |
| 4t | Dennis van Winden     | Israel Cycling Academy       | + 0"       |
| 5è | Brenton Jones         | Delko-Marseille Provence-KTM | + 0"       |
| 6è | Kévin Réza            | Vital Concept                | + 0"       |
| 7è | Carlos Barbero Cuesta | Movistar Team                | + 0"       |
| 8è | Sylvain Chavanel      | Direct Énergie               | + 3"       |
| 9è | Rein Taaramäe         | Direct Énergie               | + 3"       |
| 10è | Marc Soler i Giménez  | Movistar Team                | + 3"       |

| \| Classificació general \| Classificació general \| Classificació general \| Classificació general \| Classificació general \| \| Corredor \| Corredor \| Equip \| Temps \| \| \| --------------------- \| ---------------------- \| ---------------------------- \| --------------------- \| --------------------- \| \| 1r \| Jon Aberasturi Izaga \| Euskadi-Murias \| 8h 34' 15" \| \| \| 2n \| Carlos Barbero Cuesta \| Movistar Team \| + 9" \| \| \| 3r \| Kévin Réza \| Vital Concept \| + 15" \| \| \| 4t \| Rein Taaramäe \| Direct Énergie \| + 18" \| \| \| 5è \| Javier Moreno Bazán \| Delko-Marseille Provence-KTM \| + 18" \| \| \| 6è \| Marc Soler i Giménez \| Movistar Team \| + 18" \| \| \| 7è \| Dennis van Winden \| Israel Cycling Academy \| + 26" \| \| \| 8è \| Héctor Carretero Milla \| Movistar Team \| + 26" \| \| \| 9è \| Alejandro Marque Porto \| Sporting-Tavira \| + 27" \| \| \| 10è \| Omer Goldstein \| Israel Cycling Academy \| + 31" \| \| |                        |                              |            |
| |                        |                              |            |
| |                        |                              |            |
| Classificació general |                        |                              |            |
| Corredor | Corredor               | Equip                        | Temps      |
| 1r | Jon Aberasturi Izaga   | Euskadi-Murias               | 8h 34' 15" |
| 2n | Carlos Barbero Cuesta  | Movistar Team                | + 9"       |
| 3r | Kévin Réza             | Vital Concept                | + 15"      |
| 4t | Rein Taaramäe          | Direct Énergie               | + 18"      |
| 5è | Javier Moreno Bazán    | Delko-Marseille Provence-KTM | + 18"      |
| 6è | Marc Soler i Giménez   | Movistar Team                | + 18"      |
| 7è | Dennis van Winden      | Israel Cycling Academy       | + 26"      |
| 8è | Héctor Carretero Milla | Movistar Team                | + 26"      |
| 9è | Alejandro Marque Porto | Sporting-Tavira              | + 27"      |
| 10è | Omer Goldstein         | Israel Cycling Academy       | + 31"      |

### Etapa 3
| \| Classificació de l'etapa \| Classificació de l'etapa \| Classificació de l'etapa \| Classificació de l'etapa \| Classificació de l'etapa \| \| Corredor \| Corredor \| Equip \| Temps \| \| \| ------------------------ \| ------------------------ \| ---------------------------- \| ------------------------ \| ------------------------ \| \| 1r \| Mikel Bizkarra Etxegibel \| Euskadi-Murias \| 3h 16' 15" \| \| \| 2n \| Garikoitz Bravo Oiarbide \| Euskadi-Murias \| + 15" \| \| \| 3r \| Javier Moreno Bazán \| Delko-Marseille Provence-KTM \| + 15" \| \| \| 4t \| Rein Taaramäe \| Direct Énergie \| + 19" \| \| \| 5è \| Hernán Aguirre Calpa \| Manzana Postobón \| + 24" \| \| \| 6è \| Marc Soler i Giménez \| Movistar Team \| + 29" \| \| \| 7è \| Aleksandr Ievtuixenko \| Lokosphinx \| + 32" \| \| \| 8è \| Frederico Figueiredo \| Sporting-Tavira \| + 32" \| \| \| 9è \| Daniel Whitehouse \| Interpro Stradalli \| + 35" \| \| \| 10è \| Óscar Cabedo \| Burgos-BH \| + 36" \| \| |                          |                              |            |
| |                          |                              |            |
| |                          |                              |            |
| Classificació de l'etapa |                          |                              |            |
| Corredor | Corredor                 | Equip                        | Temps      |
| 1r | Mikel Bizkarra Etxegibel | Euskadi-Murias               | 3h 16' 15" |
| 2n | Garikoitz Bravo Oiarbide | Euskadi-Murias               | + 15"      |
| 3r | Javier Moreno Bazán      | Delko-Marseille Provence-KTM | + 15"      |
| 4t | Rein Taaramäe            | Direct Énergie               | + 19"      |
| 5è | Hernán Aguirre Calpa     | Manzana Postobón             | + 24"      |
| 6è | Marc Soler i Giménez     | Movistar Team                | + 29"      |
| 7è | Aleksandr Ievtuixenko    | Lokosphinx                   | + 32"      |
| 8è | Frederico Figueiredo     | Sporting-Tavira              | + 32"      |
| 9è | Daniel Whitehouse        | Interpro Stradalli           | + 35"      |
| 10è | Óscar Cabedo             | Burgos-BH                    | + 36"      |

## Classificació final
| \| Classificació general \| Classificació general \| Classificació general \| Classificació general \| Classificació general \| \| Corredor \| Corredor \| Equip \| Temps \| \| \| --------------------- \| ------------------------ \| ---------------------------- \| --------------------- \| --------------------- \| \| 1r \| Javier Moreno Bazán \| Delko-Marseille Provence-KTM \| 11h 51' 03" \| \| \| 2n \| Mikel Bizkarra Etxegibel \| Euskadi-Murias \| + 2" \| \| \| 3r \| Rein Taaramäe \| Direct Énergie \| + 4" \| \| \| 4t \| Garikoitz Bravo Oiarbide \| Euskadi-Murias \| + 8" \| \| \| 5è \| Marc Soler i Giménez \| Movistar Team \| + 14" \| \| \| 6è \| Frederico Figueiredo \| Sporting-Tavira \| + 35" \| \| \| 7è \| Ángel Madrazo Ruiz \| Delko-Marseille Provence-KTM \| + 36" \| \| \| 8è \| Hernán Aguirre Calpa \| Manzana Postobón \| + 36" \| \| \| 9è \| Sergio Pardilla Bellón \| Caja Rural-Seguros RGA \| + 46" \| \| \| 10è \| Aleksandr Ievtuixenko \| Lokosphinx \| + 48" \| \| |                          |                              |             |
| |                          |                              |             |
| Font: ProCyclingStats |                          |                              |             |
| Classificació general |                          |                              |             |
| Corredor | Corredor                 | Equip                        | Temps       |
| 1r | Javier Moreno Bazán      | Delko-Marseille Provence-KTM | 11h 51' 03" |
| 2n | Mikel Bizkarra Etxegibel | Euskadi-Murias               | + 2"        |
| 3r | Rein Taaramäe            | Direct Énergie               | + 4"        |
| 4t | Garikoitz Bravo Oiarbide | Euskadi-Murias               | + 8"        |
| 5è | Marc Soler i Giménez     | Movistar Team                | + 14"       |
| 6è | Frederico Figueiredo     | Sporting-Tavira              | + 35"       |
| 7è | Ángel Madrazo Ruiz       | Delko-Marseille Provence-KTM | + 36"       |
| 8è | Hernán Aguirre Calpa     | Manzana Postobón             | + 36"       |
| 9è | Sergio Pardilla Bellón   | Caja Rural-Seguros RGA       | + 46"       |
| 10è | Aleksandr Ievtuixenko    | Lokosphinx                   | + 48"       |